# 増成一志
増成 一志（ますなり かずし、1962年9月22日 - ）は、日本の元男子バレーボール選手、指導者。

## 来歴
兵庫県姫路市出身。実兄の影響で中学1年よりバレーボールを始める。
高校卒業後、象印を皮切りに数々のチームを渡り歩き、2003年に現役を引退する。
2005年に旭化成スパーキッズで現役復帰。2006年、旭化成の休部に伴い大分三好ヴァイセアドラーに移籍、監督も務めた。2009年に再び兼任監督就任し、2009-10シーズン終了後に現役引退。プレミアリーグ最年長選手として47歳までプレーした。2010年に総監督に就任し、2010-11シーズン終了後、2011年4月にチームを退団した。
2011-12シーズン前に豊田合成トレフェルサのセッターコーチに就任。
2015年よりジェイテクトSTINGSの監督に就任。
2017年、元全日本コーチのアーマツ・マサジェディ監督が就任したことにより総監督となる。2021年、チームコーディネーターに就任した。2023年はスカウト兼テクニカルアドバイザーを務める。
2025年、契約満了により退団。

## 受賞歴
- 1990年 - 第21回実業団リーグ 殊勲賞
- 1997年 - 第28回実業団リーグ 最高殊勲選手賞

## 所属チーム

### 選手
- 姫路市立広畑小学校
- 姫路市立夢前中学校
- 清風高等学校
- 象印マホービン
- 豊田合成
- 住友金属ギラソール
- 象印タフボーイズ（1997-1998年）
- NCI（1998-2000年）
- 堺ブレイザーズ（2000-2003年）
- 旭化成スパーキッズ（2005-2006年）
- 大分三好ヴァイセアドラー（2006-2010年）

### 指導者
- 象印 選手兼任コーチ（1991-1993年）
- 旭化成スパーキッズ 選手兼任コーチ（2005-2006年）
- 大分三好ヴァイセアドラー
  - 選手兼任監督（2006-2007年）
  - 選手兼任コーチ（2008-2009年）
  - 選手兼任監督（2009-2010年）
  - 総監督（2010-2011年）
- 豊田合成トレフェルサ コーチ（2011-2014年）
- ジェイテクトSTINGS
  - コーチ（2014-2015年）
  - 監督（2015-2017年）
  - 総監督（2017-2021年）
  - チームコーディネーター（2021-2023年）
  - スカウト兼テクニカルアドバイザー（2023-2025年）